# NGC 2438
NGC 2438 (другие обозначения — PK 231+4.2, H-IV-39) — планетарная туманность в созвездии Кормы. Находится на расстоянии около 2500 световых лет от Солнца. Проецируется на рассеянное звёздное скопление M 46 (к северу от центра последнего), однако физически не связано с ним, поскольку находится на 1500 световых лет ближе к нам.
Этот объект входит в число перечисленных в оригинальной редакции «Нового общего каталога».
Оболочка туманности находится в состоянии ионизационного равновесия, так как почти всё ультрафиолетовое излучение проникает во внутреннюю туманность. Фотоионизация является доминирующим процессом в туманности. Центральная звезда туманности видна лишь в сильные телескопы, её визуальная звёздная величина близка к 18m.